# Kadachira
Kadachira è una suddivisione dell'India, classificata come census town, di 17.438 abitanti, situata nel distretto di Kannur, nello stato federato del Kerala. In base al numero di abitanti la città rientra nella classe IV (da 10.000 a 19.999 persone).

## Geografia fisica
La città è situata a 11° 50' 33 N e 75° 25' 34 E.

## Società

### Evoluzione demografica
Al censimento del 2001 la popolazione di Kadachira assommava a 17.438 persone, delle quali 8.131 maschi e 9.307 femmine. I bambini di età inferiore o uguale ai sei anni assommavano a 1.946, dei quali 1.033 maschi e 913 femmine. Infine, coloro che erano in grado di saper almeno leggere e scrivere erano 14.809, dei quali 6.970 maschi e 7.839 femmine.